# Dadafon
Dadafon – norweski zespół grający folk rock i jazz rock. W stylu grupy można dostrzec również silne inspiracje takimi nurtami współczesnej muzyki rozrywkowej jak: rock alternatywny, new romantic czy synth pop.

## Historia
Zespół założony został w 1995 w Trondheim przez perkusistę jazzowego Martina Langlie'a. Wkrótce do projektu dołączyła wokalistka Kristin Asbjørnsen oraz pozostali muzycy; wówczas grupa nosiła nazwę Coloured Moods. Jako Dadafon zaczęła zaś figurować od roku 2001, kiedy to powstała druga płyta w jej dorobku – And I Can't Stand Still. Do tej pory zespół ma na koncie sześć longplayów.

## Styl muzyczny
Dadafon wyróżnia się delikatnym, lirycznym brzmieniem oraz charakterystycznym, lekko zachrypniętym lecz prezentującym szeroki wachlarz możliwości głosem wokalistki. Oprócz folku i jazzu, grupa zwykła sięgać do motywów muzyki bluesowej (Slow days), rocka psychodelicznego, muzyki celtyckiej (Man's Requirements), popu (Move), country (My Brother's Come Back) oraz afrykańskiej muzyki etnicznej, dzięki czemu jej styl jest różnorodny, a brzmienie bogate.
Zespół często sięga po teksty wierszy poetów wiktoriańskich (zwłaszcza nurtu kobiecego), tj. Elizabeth Barrett Browning, Christina Rosetti, a także twórczość Walta Whitmana.

### Dyskografia
- Coloured Moods (1998)
- And I Can't Stand Still (2001)
- Release Me (2002)
- Visitor (2002)
- Harbour (2004)
- Lost Love Chords (2005)

### Rekordy, osiągnięcia, nagrody
- 2002: Alarm Award (norweski plebiscyt muzyczny) w kategorii jazz.